# Asota belophora
Asota belophora là một loài bướm đêm trong họ Erebidae.